# Lucie Koudelová
Lucie Čuda Koudelová (Uherské Hradiště, 6 de julio de 1994) es una atleta checa especializada en el salto de vallas en las modalidades de 60 y 100 metros vallas, y en relevos 4 x 100 metros. Fue campeona nacional en pista cubierta de 60 metros vallas y de relevos 4 x 100 metros en 2017, así como de 100 metros vallas en 2019.

## Carrera
Comenzó a competir en torneos internacionales en 2011, debutando como tal en el Campeonato Mundial Juvenil de Atletismo que se celebró en la ciudad francesa de Lille, donde participó en la modalidad de 100 metros vallas, obteniendo el undécimo puesto en la semifinal correspondiente, no pudiendo pasar a la fase final y obteniendo un tiempo de 14,07 segundos. Poco después, en el Festival Olímpico de la Juventud Europea en Trebisonda (Turquía), sería eliminada, con 13,96 segundos de marca, en la ronda preliminar. En el Campeonato de Europa Juvenil de 2013 en Rieti (Italia), sería nuevamente eliminada en la primera ronda, no pudiendo mejorar su tiempo de 13.95 segundos.
En 2014 se clasificó para el Campeonato Europeo de Atletismo de Zúrich, donde no pudo terminar su carrera preliminar. En 2015 participó en el Campeonato Europeo de Atletismo en Pista Cubierta de Praga, donde tampoco pudo clasificar para la final en los 60 metros vallas. En el Campeonato Europeo de Atletismo Sub-23 de Tallin (Estonia) alcanzó las semifinales en 100 metros vallas y terminó sexta en la prueba de relevos 4 x 100 metros, con un tiempo el combinado checo de 44,91 segundos. En 2016 volvió a clasificarse para un campeonato de atletismo. En el Campeonato Europeo de Atletismo de Ámsterdam no consiguió pasar de su primera ronda con 13,41 segundos.
Continuó corriendo en diversos torneos y pruebas nacionales dentro de la República Checa, volviendo a competiciones internacionales destacadas en el año 2019, cuando viajó hasta Nápoles para participar en la Universiada, donde fue eliminada en la semifinal de los 100 metros vallas y terminó séptima con el relevo checo con un tiempo de 45,83 segundos.
En el plano personal, estudió en el Gymnázium Nad Štolou, graduándose en 2013, ingresó en la Facultad de Ciencias Económicas en la Universidad de Ciencias de la Vida (CULS) de Praga University of Life Sciences, y se casó en octubre de 2020.

## Resultados

### Por temporada
| Representando a la República Checa | Representando a la República Checa                | Representando a la República Checa | Representando a la República Checa | Representando a la República Checa | Representando a la República Checa |
| ---------------------------------- | ------------------------------------------------- | ---------------------------------- | ---------------------------------- | ---------------------------------- | ---------------------------------- |
| Año                                | Competición                                       | Lugar                              | Puesto                             | Modalidad                          | Marca                              |
| 2011                               | Campeonato Mundial Juvenil de Atletismo           | Lille                              | 11.ª (SF)                          | 100 metros vallas                  | 14,07 s.                           |
| 2011                               | Festival Olímpico de la Juventud Europea          | Trebisonda                         | 11.ª                               | 100 metros vallas                  | 13,96 s.                           |
| 2013                               | Campeonato Europeo de Atletismo Sub-20            | Rieti                              | 18.ª (q)                           | 100 metros vallas                  | 13,95 s.                           |
| 2014                               | Campeonato Europeo de Atletismo                   | Zúrich                             | -                                  | 100 metros vallas                  | DNF                                |
| 2015                               | Campeonato Europeo de Atletismo en Pista Cubierta | Praga                              | 22.ª (q)                           | 60 metros vallas                   | 8,22 s.                            |
| 2015                               | Campeonato Europeo de Atletismo Sub-23            | Tallin                             | 7.ª (SF)                           | 100 metros vallas                  | 13,26 s.                           |
| 2015                               | Campeonato Europeo de Atletismo Sub-23            | Tallin                             | 6.ª                                | Relevos 4 × 100 m                  | 44,91 s.                           |
| 2016                               | Campeonato Europeo de Atletismo                   | Ámsterdam                          | 20.ª (q)                           | 100 metros vallas                  | 13,41 s.                           |
| 2019                               | Universiada                                       | Nápoles                            | 13.ª (SF)                          | 100 metros vallas                  | 13,64 s.                           |
| 2019                               | Universiada                                       | Nápoles                            | 7.ª                                | Relevos 4 × 100 m                  | 45,83 s.                           |

### Mejores marcas
| Disciplina                        | Marca    | Lugar   | Fecha                 |
| --------------------------------- | -------- | ------- | --------------------- |
| 60 metros vallas (pista cubierta) | 8,19 s.  | Praga   | 25 de febrero de 2017 |
| 100 metros vallas (exterior)      | 13,12 s. | Tábor   | 18 de junio de 2016   |
| 300 metros vallas (exterior)      | 43,46 s. | Ostrava | 19 de junio de 2011   |
| Relevos 4 x 100 metros            | 44,74 s. | Tallin  | 12 de julio de 2015   |